# Гомруль

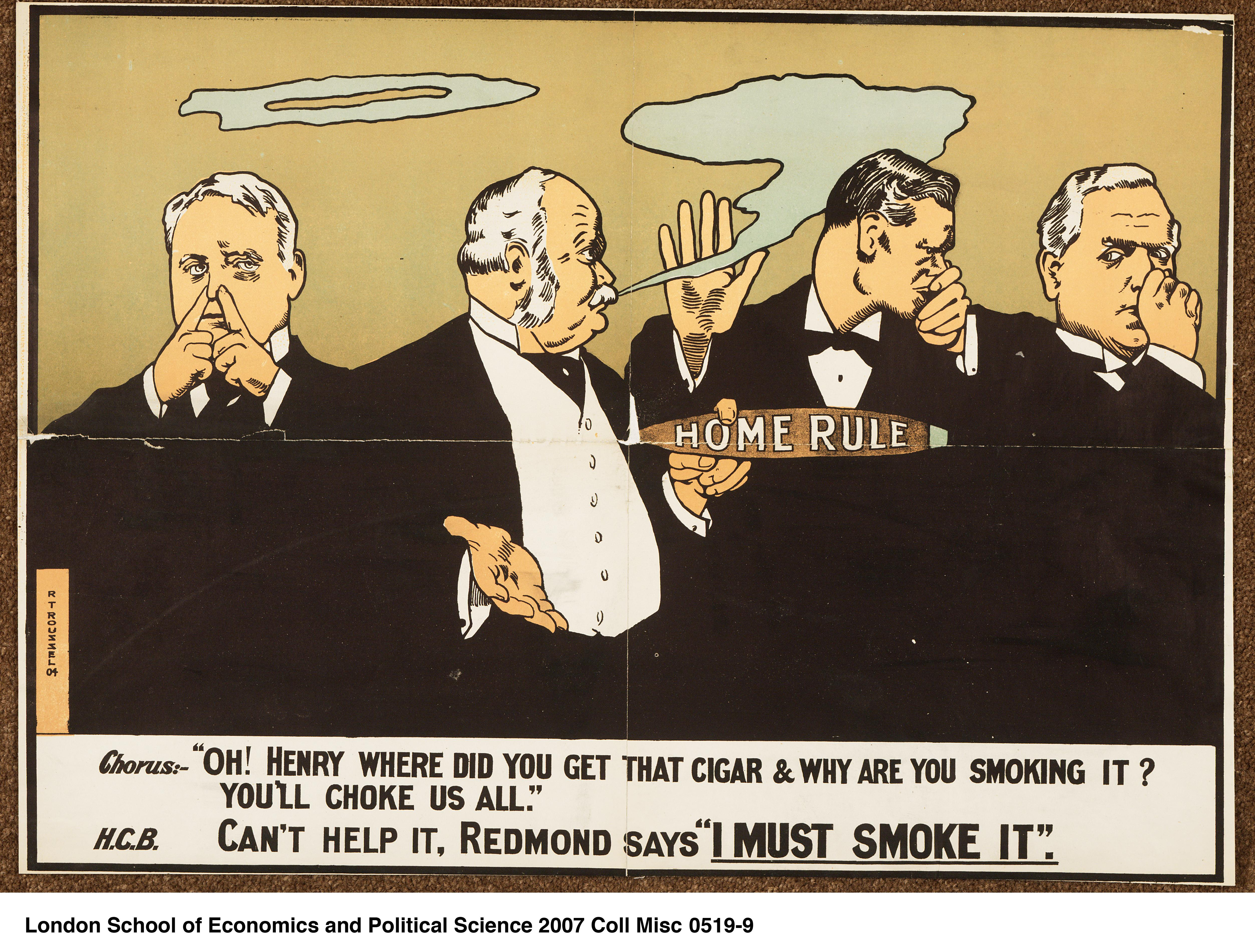
Карикатура: британские политики вынуждены терпеть дым сигары гомруля Генри Кэмпбелла-Баннермана.

Го́мруль или хоумрул (англ. Home Rule, «самоуправление») — движение за автономию Ирландии на рубеже XIX—XX веках. Предполагало собственный парламент и органы самоуправления при сохранении над островом британского суверенитета, то есть статус, аналогичный статусу доминиона.
Программа была выдвинута ирландским либералом Айзеком Баттом в 1869 году. В 1870 году им же была основана Ассоциация местного правительства, преобразованная в 1873 году в Лигу гомруля. В 1874 году 60 гомрулеров стали членами британского парламента. Лидером гомрулеров был Чарльз Стюарт Парнелл.
Лидер Либеральной партии Уильям Юарт Гладстон вступил в союз с гомрулерами и дважды (в 1886 и 1893 годах) выдвигал в парламенте билль о гомруле (Первый законопроект о гомруле, Второй законопроект о гомруле), однако оба раза билль проваливался под давлением консерваторов и части либералов (расколовшихся в 1890 году именно на почве вопроса о гомруле).
В 1912 году либеральное правительство вновь внесло билль о гомруле, в течение двух лет трижды отклонявшийся палатой лордов. Движение за гомруль вызвало ожесточённое сопротивление среди протестантов Ольстера, создавших вооружённые отряды юнионистов (сторонников сохранения унии).
В 1914 году дошло до серьёзных беспорядков, в ходе которых войска отказались стрелять в юнионистов. После начала Первой мировой войны биллю королевской санкцией была придана сила закона (17 сентября 1914), однако с оговоркой, что его введение откладывается до окончания войны и будет сопровождаться дополнительным актом, изымающим из действия закона Северную Ирландию.
По окончании войны пришедшая к власти полуофициальная партия шинфейнеров отказалась признать акт о гомруле и провозгласила своей целью независимость Ирландии, которая и была признана Великобританией 6 декабря 1921 года. Этому предшествовало серьёзное, но недолгое преследование руководителей движения не без участия Уинстона Черчилля.